# スター誕生の愛のテーマ
「スター誕生の愛のテーマ」（"Evergreen", または "Love Theme from A Star Is Born"）は、1976年の映画『スター誕生』のテーマ曲である。作曲・歌唱はバーブラ・ストライサンド、作詞はポール・ウィリアムズ、編曲はイアン・フリーバーン＝スミスが務め、映画のサウンドトラック盤に収録された。
この曲によりストライサンドとウィリアムズはアカデミー賞歌曲賞を受賞した。女性が作曲家として同賞を受賞するのは史上初であった。ストライサンドは他にもグラミー賞最優秀楽曲賞やゴールデングローブ賞主題歌賞も獲得した。
1997年にトリビュートアルバム『ダイアナ・トリビュート〜ダイアナ元英皇太子妃追悼アルバム』にも収録された。

## チャート・パフォーマンス
アメリカ合衆国ではBillboard Hot 100で3週、イージー・リスニング・チャートでは6週間1位となった。ストライサンドのシングルとしてはHot 100では「追憶」（1974年）に続いて2曲目、アダルトコンテンポラリー・チャートでは「ピープル」（1964年）、「追憶」に続いて3曲目の1位獲得作である。1977年の年間チャートでは4位であり、200万枚以上を売り上げて『ビルボード』でプラチナ・シングルに認定された。全英シングルチャートでは最高3位であった。
| チャート (1977)                      | 最高 順位 |
| ------------------------------------ | --------- |
| オーストラリア KMR                   | 5         |
| ベルギー (Ultratop 50 Flanders)      | 27        |
| カナダ RPM Top Singles               | 1         |
| カナダ RPM Adult Contemporary        | 1         |
| アイルランド (IRMA)                  | 4         |
| オランダ (Single Top 100)            | 18        |
| ニュージーランド (Recorded Music NZ) | 3         |
| Spain Top 40 Radio                   | 38        |
| UK シングルス (OCC)                  | 3         |
| US Billboard Hot 100                 | 1         |
| US Adult Contemporary (Billboard)    | 1         |
| U.S. Cash Box Top 100                | 1         |

| チャート (1977)                   | 順位 |
| --------------------------------- | ---- |
| オーストラリア                    | 34   |
| カナダ RPM Top Singles            | 2    |
| ニュージーランド                  | 14   |
| 英国                              | 16   |
| 米国 Billboard Hot 100            | 4    |
| 米国 Billboard Adult Contemporary | 2    |
| 米国 Cash Box                     | 6    |

## 認定
| 国/地域                    | 認定     | 認定/売上数 |
| -------------------------- | -------- | ----------- |
| カナダ (Music Canada)      | Gold     | 75,000^     |
| イギリス (BPI)             | Silver   | 250,000^    |
| アメリカ合衆国 (RIAA)      | Platinum | 1,000,000^  |
| ^ 認定のみに基づく出荷枚数 |          |             |